# Cacık
El cacık es un plato de la cocina turca hecho a base de yogur, pepino, agua y ajo, Se decora con hierbas y aceite de oliva. Se puede definir como una sopa fría y es un plato generalmente consumido en verano, aunque existe su variante de invierno también.

## Orígenes
La palabra turca cacık encuentra sus orígenes en la palabra persa jāj ژاژ, que se refiere a ciertas hierbas aromáticas usadas para cocinar. Esta palabra aparece en los diccionarios otomanos desde el siglo XVII.

## Preparación
Se mezcla el yogur con ajo molido y se le agrega agua y sal. Los pepinos se pelan y se cortan en cubos. Estos cubos se agregan a la mezcla y se sigue mezclando suavemente, a mano, sin dañar los pepinos. Cuando adquiere la densidad deseada se deja enfriar en el frigorífico. A la hora de servir, se le agrega un chorro de aceite de oliva virgen, sin mezclar, y se le decora con hierbas como orégano, tomillo y perejil,cilantro o eneldo.
Tradicionalmente, en invierno el cacık se preparaba con lechuga en vez de pepino, debido a que antiguamente no se encontraban pepinos en esta época del año.

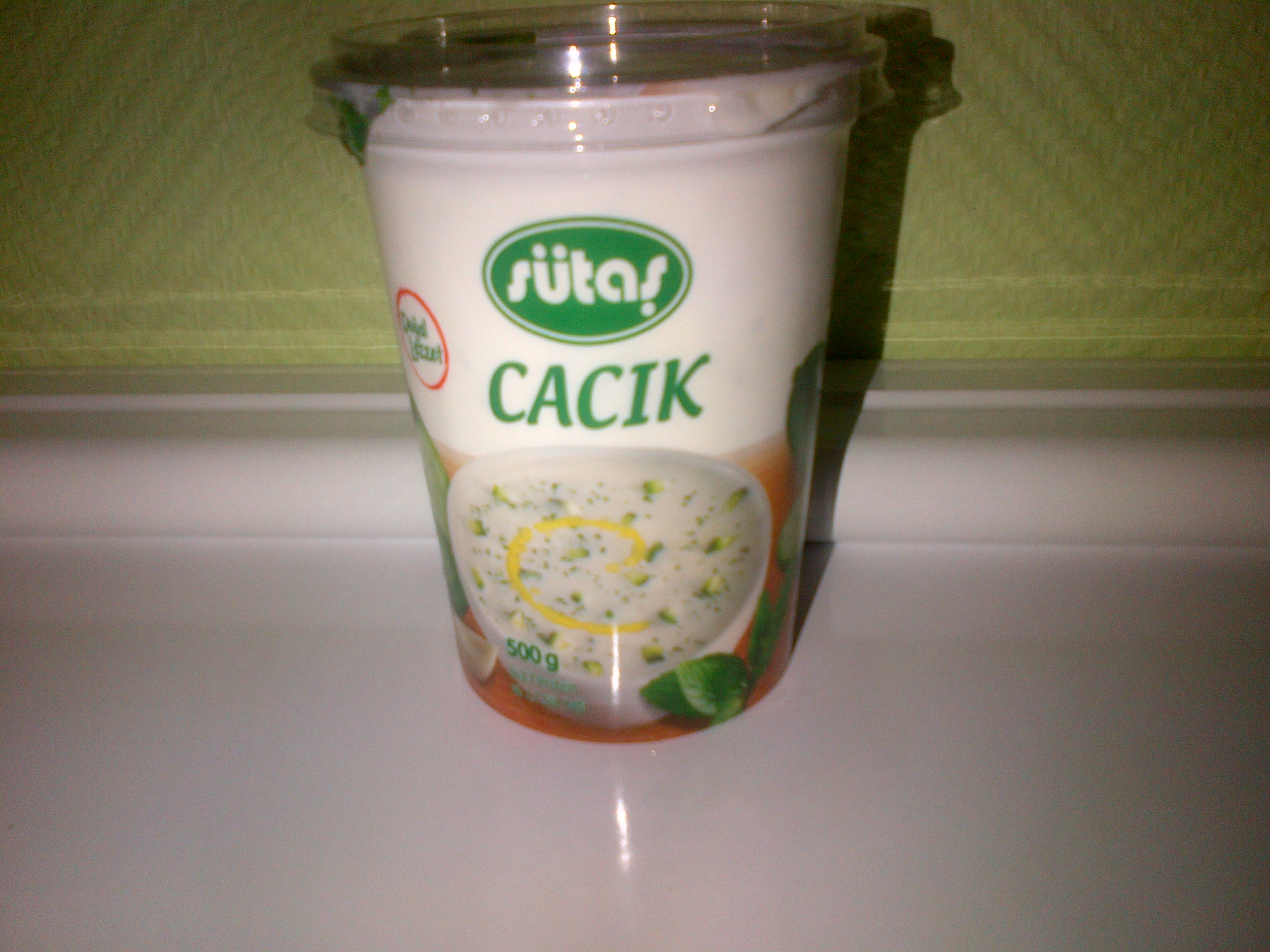
Cacık en venta en un supermercado de Turquía.

## Consumo
El cacık se puede consumir como una sopa de verano, al lado de platos de carne o el pilav, o simplemente como un meze. En este último caso se elabora con menos agua, o agregando hielo al yogur.

## Platos similares
- Tzatziki, la versión griega de cacık,[3] es una salsa a base de pepino y yogur, consumida en muchos platos, especialmente de carne.
- Tarator es el variante del cacık en varios países del entorno de los Balcanes y antiguos integrantes del desaparecido Imperio otomano.